# Парламентские выборы на Мальте (1998)
Всеобщие парламентские выборы на Мальте прошли 5 сентября 1998 года. В результате выборов победу одержала Националистическая партия, получившая 35 из 65 мест парламента. Премьер-министром страны стал лидер партии Эдвард Фенек Адами.

## Результаты
| Партия                              | Голоса  | %     | Количество мест | Изменение |
| ----------------------------------- | ------- | ----- | --------------- | --------- |
| Националистическая партия           | 137 037 | 51,8  | 35              | + 1 ▲     |
| Лейбористская партия                | 124 220 | 47,0  | 30              | -5 ▼      |
| Демократическая альтернатива        | 3 209   | 1,2   | —               | —         |
| Независимые                         | 27      | 0,0   | —               | —         |
| Недействительных/пустых бюллетеней  | 3 667   | —     | —               | —         |
| Всего                               | 268,160 | 100,0 | 65              | -4        |
| Зарегистрированных избирателей/Явка | 281 078 | 95,4  | —               | —         |
| Источник: Nohlen & Stöver           |         |       |                 |           |